# Тарханське грязевулканічне сопкове поле
Тарханське грязевулканічне сопкове поле — група грязьових вулканів на Керченському півострові. Назва походить від хутора Тархан (нині руїни), що був розташований поруч.
На схід від улоговини, де розміщені грязьові вулкани Булганацької групи, в днищі сусідній балки, активно діє сопка Ольденбурзького, а за півкілометра на захід, біля руїн хутора Тархан — колишньої економії князя Трубецького, в верхів'ях тарханської балки, височить пагорб, утворений виверженнями сопок Трубецького і Шилова (Мало-Тарханський грязьовий вулкан). До Тарханського грязевулканічного сопкового поля також належить Велико-Тарханський вулкан.
На Тарханському сопковому полі діють сірководневі джерела. Водневий показник Великого Тархану — 7,2 pH